# یواس‌اس سیلورسایدز (اس‌اس-۲۳۶)
یواس‌اس سیلورسایدز (اس‌اس-۲۳۶) (به انگلیسی: USS Silversides (SS-236)) یک زیردریایی کلاس گاتو است که طول آن ۳۱۱ فوت ۹ اینچ (۹۵٫۰۲ متر) می‌باشد. این زیردریایی در سال ۱۹۴۱ ساخته شد و در سال ۱۹۴۶ بازنشسته و از خدمت خارج گردید.
سیلورسایدز یکی از موفق‌ترین زیردریایی‌های نیروی دریایی ایالات متحده آمریکا در جنگ جهانی دوم بود. این زیردریایی با غرق کردن تأیید شده ۲۳ شناور دشمن که در مجموع وزنی بالغ بر۹۰۰۰۰ تن را حمل می‌کردند، مفتخر به دریافت تقدیرنامه رسمی از رئیس‌جمهور ایالات متحده بخاطر عملیات متهورانه اش و کسب ۱۲ ستاره پیروزی در عملیات انجام شده در اقیانوس آرام گردید.

###### ساخت و به آب اندازی
این زیردریایی در چهارم نوامبر ۱۹۴۰ به آب انداخته شد و در ۲۶ اوت ۱۹۴۱ تکمیل و در ۱۵ دسامبر همان سال، یعنی هشت روز پس از حمله ژاپنی‌ها به پرل هاربر عازم اولین مأموریت گردید.

#### ماموریتها و پایان کار
این زیر دریایی از شروع تا پایان نبرد اقیانوس آرام، یعنی از دسامبر ۱۹۴۱ تا ژوییه ۱۹۴۵ در ۱۴ مأموریت گشت و درگیری دریایی از جمله جزایر سلیمان و همچنینجزایر کارولین شرکت داشت.
مهمترین مأموریت این زیردریایی، گشت نوبت چهارم آن از دسامبر ۱۹۴۲ تا ژانویه ۱۹۴۳ بود که به کاروان کشتیهای نفتکش ژاپنی با ۶ اژدر باقیمانده خود حمله کرد. از این تعداد ۵ اژدر به کشتیهای ژاپنی برخورد کرده و موجب خسارات بسیار سنگینی منجمله غرق نفتکش ژاپنی تویی مارو با وزن ۱۰۰۲۲ تن شدند. اما یکی از اژدرهای شلیک شده در لوله پرتاب گیر کرد و فرمانده و خدمه زیردریایی پس از کشف و آگاهی از این تهدید بالقوه، توانستند با یک ترفند هوشمندانه آنرا به خارج از لوله پرتاب اژدر هدایت کنند و خطر بزرگی را از سر بگذرانند.
پس از پایان جنگ جهانی دوم، زیردریایی سیلورسایدز از سال ۱۹۴۶ تا ۱۹۶۹ همچنان به عنوان یک زیردریایی تمرینی و آموزشی برای نیروهای ذخیره مورد استفاده بود.
سرانجام در سال ۱۹۶۹ زیردریایی پرافتخار سیلورسایدز به‌طور کامل کنارگذاشته شد و از سال ۱۹۷۳ بعنوان بخشی از موزه‌های دریایی به نمایش گذاشته شد.
از سال ۱۹۸۷ به همت و تلاش دریانوردان قدیمی و پیشکسوتان نیروی دریایی به ماسکیگون میشیگان منتقل شد و یک بار هم در سال ۱۹۹۶ با صرف هزینه ای بالغ بر ۵۰۰۰۰۰ دلار باز سازی گردید و تا به امروز بعنوان بخش اصلی موزه دریایی گریت لیک در معرض بازدید علاقه مندان می‌باشد.